# Aleka Papariga
Aleka Papariga (en grec: Αλέκα Παπαρήγα) (Atenes, 5 de novembre de 1945) és una política grega, coneguda per haver estat entre 1991 i 2013 la secretària general del Partit Comunista de Grècia; va ser la primera dona a ocupar aquest càrrec al seu país.

## Primers anys
Els seus pares van participar en la resistència a l'ocupació de Grècia durant la Segona Guerra Mundial i eren membres del KKE.
Es va graduar a la Facultat de Filosofia de la Universitat d'Atenes i va treballar durant vuit anys com a comptable. Va exercir també com a professora en l'ensenyament privat. L'any 1976 es va convertir en alliberada del KKE i es va dedicar per complet a activitats en fronts socials i del mateix partit.

## Carrera política
Papariga va començar com activista del moviment pacifista el 1961 i de l'organització juvenil d'Esquerra Democràtica Unida (EDA). Fou una activa militant del moviment estudiantil fins al cop d'Estat de 1967, que va instaurar la Dictadura dels Coronels. És aleshores quan passà a ser membre de la direcció clandestina de l'organització juvenil EDA i d'altres organitzacions de caràcter estudiantil, enfrontades a la dictadura.

### Activitat durant la dictadura militar (1967-1974)
El 1968 s'uní a l'il·legalitzat Partit Comunista de Grècia (KKE), prenent part activa en el moviment de familiars de presos polítics.
L'any 1974 fou derrocada la Dictadura dels Coronels i es proclamà la República. Fou aleshores quan, per iniciativa del KKE, s'organitzaren els Comitès Ciutadans per a l'Organització del Partit, sent Papariga responsable d'aquests a Atenes.
Es convertí en una de les líders del moviment feminista grec el 1981, fins al seu nomenament com a secretària general del KKE el 1991. Durant la seva etapa en el moviment feminista va participar també a la Federació Democràtica Internacional de Dones (FDIM), així com en organismes de l'ONU dedicats a la dona i en diverses conferències.
Papariga va ser escollida membre del Comitè Central del KKE després de la celebració del X Congrés del partit, el 1978, i membre del seu Buró Polític el 1986. El 27 de febrer de 1991, després del XV Congrés del Partit Comunista de Grècia (KKE), va ser elegida secretària general, i reelegida fins al XIX Congrés, celebrat a l'abril de 2013. Així, Aleka Papariga ha estat una de les persones que més temps ha ostentat la secretaria general del KKE.